# Bumaji
Le bumaji est une langue bendi parlée au Nigeria.

## Utilisation
Le bumaji est parlé par environ 11 400 personnes de tous âges en 2000, principalement dans la zone de gouvernement local d'Obudu et la ville de Bumaji dans l'État de Cross River au Nigeria.

## Caractéristiques
Le bumaji fait partie des langues bendi, un groupe de langues nigéro-congolaises, qui ont été classées parmi les langues cross river (c'est encore le cas pour Ethnologue), mais pour Roger Blench (en) et d'autres linguistes, elles font plutôt partie des langues bantoïdes méridionales (Glottolog reprend cette classification).